# Dendy (console)

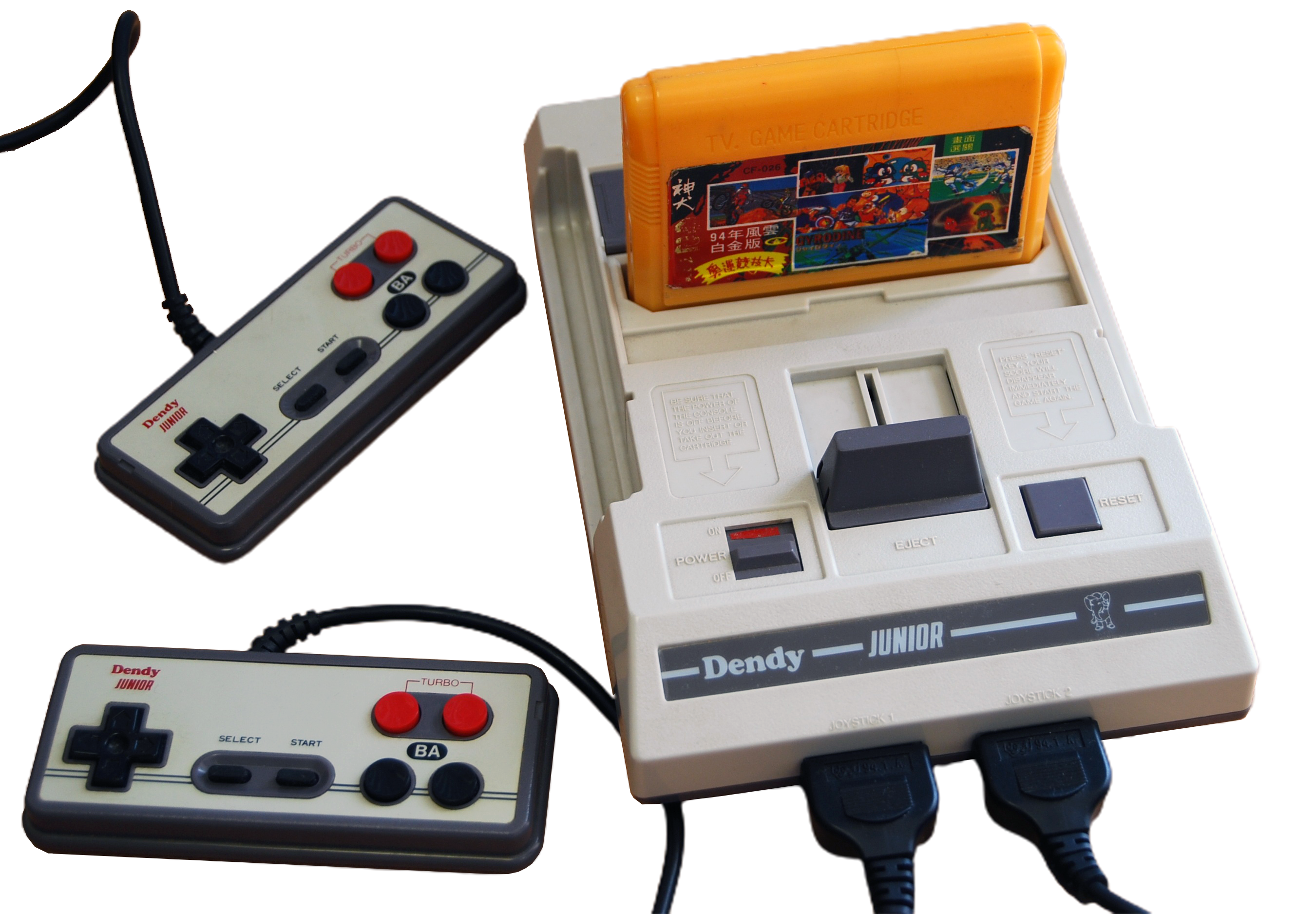
Dendy Junior game console (russian Famicom/NES clone) with game cartridge inserted and both controllers attached.

Dendy (tiếng Nga: Денди) là một phần cứng nhân bản của hệ thống giải trí Nintendo (NES) phổ biến ở Nga, Ukraina và các nước cộng hòa của Liên bang Xô viết trước đây. Nó được ra mắt vào khoảng năm 1990 bởi công ty Steepler. Vì không có phiên bản có giấy phép nào của NES được phát hành ở Liên Xô, Dendy đã dễ dàng trở thành một trong các hệ máy video game phổ biến nhất, và tiếng tăm của nó cũng mạnh mẽ tương đương NES/Famicom ở Bắc Mỹ và Nhật Bản.

## Models
Dendy có ba phiên bản được phát hành:
- Dendy Classic
- Dendy Junior
- Dendy Junior II
- Dendy Junior IVP

### Dendy Classic
Tùy theo cuốn sách nhỏ thương mại từ Steepler, Dendy Classic có cả hai hệ màu xuất ra tương thích PAL và SECAM và một tay cầm (tay cầm cộng thêm được bán riêng lẻ).

### Dendy Junior
Dendy Junior có hai tay cầm và hệ màu xuất ra tương thích PAL.

### Dendy Junior II và Junior IVP
Junior IVP được bán với một khẩu súng ánh sáng, mặc dù tất cả các model đều có cổng cắm súng ánh sáng. Sự khác biệt chính giữa Junior và Junior II là kết nối cần điều khiển. Ở Dendy Junior thì cổng ở mặt trước của máy nên cắm và ngắt tay cầm dễ dàng. Gamepad và súng ánh sáng chia sẻ chung cổng. Vì thế, để cắm súng ánh sáng, một cái tay cầm phải rút ra, và Dendy II có hình dáng của Sega Genesis và tay cầm của Genesis.

## Băng game
Gần đây game cho Dendy bị làm giả. Thường là dạng 100-trong-1 và rất nhiều, trong khi đó nhiều trò chơi bị trùng rất nhiều.